# Commodus discessus
Commodus discessus è una locuzione latina dal significato di "facile via d'uscita" oppure "comoda ritirata". È una locuzione utilizzata nel diritto penale, in modo particolare nell'ambito della legittima difesa (art. 52 c.p.): la difesa non è necessaria quando sia possibile un commodus discessus; in altri termini, quando il soggetto può sottrarsi al pericolo senza esporre al rischio la sua integrità fisica.
Non importa che si tratti di una ''fuga'' poco onorevole, neppure se il soggetto fosse un militare in divisa o non volesse apparire poco coraggioso.